# Markis Kido
Markis Kido (født 11. august 1984 i Jakarta, død 14. juni 2021) var en indonesisk badmintonspiller. Han repræsenterede Indonesien under Sommer-OL 2008 i Beijing, Kina, hvor han vandt en guldmedalje sammen med Hendra Setiawan. Han vandt også en guldmedalje ved VM 2007.
Han døde den 14. juni 2021 af et hjerteanfald under en opvisningskamp.